# Oceansize
Oceansize war eine 1998 gegründete englische Rockband aus Manchester.

## Geschichte
Die Mitglieder trafen sich beim Studium an der Musikhochschule in Manchester. Die Band bestand ursprünglich aus Mike Vennart (Gesang, Gitarre), Steve Durose (Gitarre, Gesang), Gambler (Gitarre), Jon Ellis (Bass) und Mark Heron (Schlagzeug). Die Musik kann im Alternative-Bereich angesiedelt werden, wobei sehr viele progressive Einflüsse herauszuhören sind. Der Bassist Jon Ellis verließ die Band im Dezember 2005 nach Abschluss einer Europatournee aus persönlichen Gründen. Er wurde durch Steven Hodson ersetzt. Der nennt sich „Syndrome“ und tut es damit Gambler gleich, der eigentlich Richard A. Ingram heißt.
Oceansize tourten mit The Cooper Temple Clause, Cave In, People in Planes, Aereogramme, Biffy Clyro, Porcupine Tree und Pure Reason Revolution. Nach Veröffentlichung ihres zweiten Albums im September 2005 tourten sie fast ununterbrochen. Am 28. September 2007 erschien das dritte Studioalbum namens Frames auf Superball Music.
Zu ihren wichtigsten musikalischen Einflüssen gehören Pink Floyd, Black Sabbath, Can, Cardiacs, Jane’s Addiction, (frühe) The Verve, Swervedriver, The Beach Boys, Nine Inch Nails, Gong, Heavy Vegetable, Silo, Biffy Clyro, Tool, Tortoise, Mogwai und My Bloody Valentine.
Oceansize verbindet eine Freundschaft mit der ebenfalls aus Manchester stammenden Band Amplifier, es wurde schon eine größere Anzahl an gemeinsamen Konzerten gespielt. Am 25. Februar 2011 verkündete die Band ihre Auflösung.

„Dear Friends,
We regret to inform you that Oceansize have split up.
An explanation for this occurrence is neither forthcoming or indeed necessary. All that remains is to say THANK YOU for being there for us. It’s been a very eventful and life-affirming 12 years. We’ll miss you.
There will be more music from each of us as soon as possible.“

## Diskografie

### Studioalben
- 2003: Effloresce
- 2005: Everyone into Position
- 2007: Frames
- 2010: Self Preserved While the Bodies Float Up

### EPs und Singles
- 1999: Amputee (EP)
- 1999: Saturday Morning Breakfast Show
- 2001: A Very Still Movement (EP)
- 2002: Relapse (EP)
- 2003: One Day All This Could Be Yours (Single)
- 2003: Remember Where You Are (Single)
- 2003: Catalyst (Single)
- 2004: Music for Nurses (EP)
- 2005: Heaven Alive (Single)
- 2006: New Pin (Single)
- 2009: Home & Minor (EP)

### Boxsets
- 2009: Feed to Feed (DVD + CD)[2]

### Musikvideos
- Unfamiliar
- Catalyst
- One Day All This Could Be Yours
- Heaven Alive
- New Pin